# Ojajärvi (sjö i Egentliga Tavastland, lat 60,77, long 24,45)
Ojajärvi är en sjö i Finland. Den ligger i kommunerna Loppis och Janakkala i landskapet Egentliga Tavastland, i den södra delen av landet, 70 km norr om huvudstaden Helsingfors. Ojajärvi ligger 104,4 meter över havet. Den är 14,5 meter djup. Arean är 4,46 kvadratkilometer och strandlinjen är 16,15 kilometer lång. Sjön  ingår i Kumo älvs huvudavrinningsområde.   I omgivningarna runt Ojajärvi växer i huvudsak blandskog. Den sträcker sig 4,4 kilometer i nord-sydlig riktning, och 2,1 kilometer i öst-västlig riktning.